# John Bromfield
John Bromfield, all'anagrafe Farron Bromfield (South Bend, 11 giugno 1922 – Palm Desert, 19 settembre 2005), è stato un attore statunitense.

## Biografia
Giocatore di football americano, fu anche un campione di pugilato presso il Saint Mary's College of California, dove praticò anche baseball e nuoto. Negli anni quaranta fece le sue prime esperienze di recitazione presso La Jolla Playhouse, poi servì nella United States Navy, la marina militare degli Stati Uniti, durante la seconda guerra mondiale.
Il suo debutto nel cinema avvenne nel film Duello sui ghiacci (1948). Nello stesso anno, fu chiamato a interpretare il ruolo di detective nel film Il terrore corre sul filo, con Burt Lancaster e Barbara Stanwyck, prodotto dalla Paramount Pictures. Nel 1953 apparve con Esther Williams, Van Johnson e Tony Martin in Fatta per amare. Recitò anche nel film horror La vendetta del mostro (1955), uno dei sequel de Il mostro della laguna nera.
Alla metà degli anni cinquanta, apparve in serie western, come Frontier della NBC, nell'episodio The Hanging at Thunder Butte Creek, nel ruolo di uno sceriffo. Nel 1956 fu scritturato per il ruolo di Frank Morgan, sceriffo della contea di Cochise (Arizona) nella serie Sheriff of Cochise (1956-1958), e nel suo successivo spin-off, U.S. Marshal (1958-1960). 
Nel 1960 si ritirò dalle scene e intraprese l'attività di pesca commerciale a Newport Beach, in California.

## Vita privata
Nel 1948 a Boulder, nel Colorado, Bromfield sposò l'attrice Corinne Calvet, da cui si separò il 16 marzo 1954. Successivamente sposò la ballerina Larri Thomas, ma anche questa relazione non andò a buon fine. L'ultimo matrimonio fu con Mary Ellen Bromfield, con cui rimase sposato dal 1962 fino alla morte, avvenuta il 18 settembre 2005, all'età di 83 anni a causa di un'insufficienza renale a Palm Desert, in California.

## Filmografia parziale

### Cinema
- Duello sui ghiacci (Harpoon), regia di Ewing Scott (1948)
- Il terrore corre sul filo (Sorry, Wrong Number), regia di Anatole Litvak (1948)
- La corda di sabbia (Rope of Sand), regia di William Dieterle (1949)
- La mia vita per tuo figlio (Paid in Full), regia di William Dieterle (1950)
- Le furie (The Furies), regia di Anthony Mann (1950)
- Hold That Line, regia di William Beaudine (1952)
- Flat Top, regia di Lesley Selander (1952)
- Fatta per amare (Easy to Love), regia di Charles Walters (1953)
- Il circo delle meraviglie (Ring of Fear), regia di James Edward Grant (1954)
- Gli sterminatori della prateria (The Black Dakotas), regia di Ray Nazarro (1954)
- La vendetta del mostro (Revenge of the Creature), regia di Jack Arnold (1955)
- The Big Bluff, regia di W. Lee Wilder (1955)
- Fascino e perfidia (Three Bad Sisters), regia di Gilbert Kay (1956)
- Il tesoro dei corsari (Manfish), regia di W. Lee Wilder (1956)
- Crime Against Joe, regia di Lee Sholem (1956)
- I guerrieri di Alce Azzurro (Quincannon, Frontier Scout), regia di Lesley Selander (1956)
- Pistola nuda (Frontier Gambler), regia di Sam Newfield (1956)
- Hot Cars, regia di Don McDougall (1956)
- Kurussù la bestia delle amazzoni (Curucu, Beast of the Amazon), regia di Curt Siodmak (1956)

### Televisione
- Damon Runyon Theater – serie TV, episodio 2x01 (1955)
- Sheriff of Cochise – serie TV, 78 episodi (1956-1958)
- U.S. Marshal – serie TV, 64 episodi (1958-1960)

## Doppiatori italiani
- Mario Pisu in Le furie
- Pino Locchi in La vendetta del mostro